# 羅智光
羅智光，GBS，JP（1957年5月22日—），廣東惠陽人，前香港特別行政區主要官員，政務官出身，離任前為公務員事務局局長，現為匯達交通服務有限公司（新巴城巴母公司）特別顧問。

## 簡歷
羅智光祖籍廣東惠州，曾就讀九龍塘學校（小學部）和拔萃男書院，於牛津大學取得文學碩士學位後，於1980年9月加入政府政務職系。羅智光曾在多個政府決策局及部門服務，包括市政事務署、行政立法兩局非官守議員辦事處、政務總署、香港駐紐約經濟貿易辦事處、地政工務科及憲制事務科等。他於1994年出任首席助理公務員事務司，並於1996年接任副教育統籌司一職。1997年，他出任行政長官私人秘書一職。在就職初期，由於他的名字與當時的民主黨黨員、立法會議員羅致光相似，因此曾引起不少人誤會。他在特首辦工作期間，深得時任行政長官董建華器重和信任。
羅智光於1999年出任貿易署署長。他於2001年1月晉升為首長級甲級政務官，並於其後的2002年獲派駐至日內瓦出任香港駐世界貿易組織常設代表，任內擔任2003/04年度世界貿易組織預算、財務及行政委員會主席。
2004年，他出任環境運輸及工務局常任秘書長（運輸），並於2005年9月晉升為首長級甲一級政務官。此後，他分別在2007年、2012年出任政制及內地事務局及保安局的常任秘書長一職。據《頭條日報》於2017年5月刊登的報道指出，行政長官梁振英曾在2012年組閣時邀請羅智光加入問責團隊，但被他婉拒其請求。
2017年6月，羅智光被委任為公務員事務局局長，接替離職的張雲正。羅智光在2017年6月舉行的新內閣記者會時稱，他在上任後會維護公務員堅守法治、政治中立等核心價值，並會考慮適當地調配人手和增加溝通，以維持公務員士氣。2017年7月1日，羅智光正式就任公務員事務局局長。
他在上任後數天便向十六萬公務員發信，表示會以謙卑和誠懇的態度，加強與各級公務員溝通，促進彼此的伙伴合作關係。另外，他在信中又表示，明白不同職系和不同職級的公務員均面對各種挑戰和壓力。他稱自己會配合林鄭月娥倡議的管治新風格，致力為公務員提供適切的支援，以減輕公務員的工作壓力，激勵士氣，增強歸屬感，從而提升特區政府的施政效率。

在2019年反對逃犯條例修訂草案運動爆發期間，有公務員計劃發起集會及罷工而聲援運動。羅智光在該時候向公務員發信，指絕不認同以公務員名義發起或參與政治集會和罷工，並指出該等行為會製造政府內部分化和矛盾。他指出公務員「必須保持政治中立」，且「必須對在任的行政長官及政府完全忠誠」，引起公務員以至公眾熱議。有公務員認為他沒有指責支持修訂逃犯條例的公務員組織或批評張建宗的警務組織評論政治，屬於雙重標準，認為他是恐嚇參與集會和罷工的公務員。
2020年4月21日，有消息指出，羅智光將不再被委任為公務員事務局局長，而曾於同屆政府出任政制及內地事務局局長的聶德權將會接替。4月22日，中國國務院根據時任特首林鄭月娥的提名和建議，正式免去羅智光的公務事務局局長職務，由聶德權接替。

## 公務要職生涯
- 1996年3月至1997年5月：副教育統籌司
- 1997年5月至1999年8月9日：行政長官私人秘書
- 1999年8月9日至2002年9月16日：貿易署署長（後改稱工業貿易署署長）
- 2002年9月16日至2004年8月：中華人民共和國香港特別行政區駐世界貿易組織常設代表
- 2004年8月至2007年7月16日：環境運輸及工務局常任秘書長（運輸）（後改稱運輸及房屋局常任秘書長（運輸））
- 2007年7月16日至2012年7月25日：政制及內地事務局常任秘書長
- 2012年7月25日至2017年6月30日：保安局常任秘書長
- 2017年7月1日至2020年4月22日︰公務員事務局局長

## 外部連結
- 公務員事務局局長羅智光於香港政府一站通網頁的介紹（页面存档备份，存于）（繁體中文）

| 官衔                                         | 官衔                                                        | 官衔                                             |
| -------------------------------------------- | ----------------------------------------------------------- | ------------------------------------------------ |
| 前任： 張雲正                                | 公務員事務局局長 2017年7月1日－2020年4月22日                | 繼任： 聶德權                                    |
| 政府职务                                     |                                                             |                                                  |
| 前任： 張琼瑤                                | 保安局常任秘書長 2012年7月25日─2017年6月30日                | 繼任： 黎陳芷娟                                  |
| 前任： 謝凌潔貞 （政制事務局常任秘書長）     | 政制及內地事務局常任秘書長 2007年7月－2012年7月24日         | 繼任： 張瑤                                      |
| 前任： 劉吳惠蘭 （常任秘書長（環境及運輸）） | 環境運輸及工務局常任秘書長（運輸） 2004年8月－2007年6月30日 | 繼任： 何宣威 （運輸及房屋局常任秘書長（運輸）） |
| 前任： 夏秉純                                | 香港駐世界貿易組織常設代表 2002年9月16日－2004年5月         | 繼任： 苗學禮                                    |